# 怪談のシーハナ聞かせてよ。
『怪談のシーハナ聞かせてよ。』（かいだんのシーハナきかせてよ）は、2016年から2025年までエンタメ〜テレで放送されたホラー番組。

## 概要
シーハナとは、話（ハナシー）の倒語「怪談の話聞かせてよ」という意味である。番組司会は、実家が神社で宮司でもある狩野英孝。
東京・四谷の寺に集まり出演者が怪談を披露して、その内容について怪談社の2人からの解説を聞くことができる。初回放送は、毎月第2・4月曜日の24時から、再放送は不定期で放送している。第4期放送中の2025年2月から毎月第2月曜日の24時から、2025年5月から第2・4月曜日の24時に復活。2025年6月放送分でシリーズ最終回を迎えた。

### 第四章
| #  | 出演者                                                                         |
| -- | ------------------------------------------------------------------------------ |
| 1  | 吉田悠軌、煙鳥（怪談収集家）                                                   |
| 2  | ナナシロ（怪談師、YouTuber）、林家あずみ（三味線漫談家）                       |
| 3  | 佐伯つばさ、羽尾万里子                                                         |
| 4  | 響洋平(怪談蒐集家／クラブDJ）、三井倉実                                        |
| 5  | 凸ノ高秀（漫画家）、ハニトラ梅木（株式トレーダー）                             |
| 6  | 朱雀門出、三好一平                                                             |
| 7  | 宮平直樹、おてもと真悟（雑誌編集者）                                           |
| 8  | 酒番（阿波橋怪談会主宰）、琴乎沙亜揶                                           |
| 9  | MARCY、祇園百（怪談労働者）                                                    |
| 10 | 家田荘子（作家・僧侶「高野山本山布教師・大僧都」）、吉田猛々（怪談系YouTuber） |
| 11 | うえまつそう、日野まり                                                         |
| 12 | 住倉カオス、竹内義和（作家・プロデューサー）                                   |
| 13 | 宮代あきら（怪談師）、夕暮怪雨（怪談作家）                                     |
| 14 | バーミヤン市谷（怪談語り）、山内貴人（怪談師）                                 |
| 15 | Dr.マキダシ（精神科医/ラッパー）、不二山えふ（会社員 彩魂怪談BASE リーダー）   |
| 16 | ホームタウン（怪談ガタリー編集長）、柴山斐子（自然栽培農家）                   |
| 17 | ウエダコウジ（怪談師）、きよのしんか（スマホ修理業）                           |
| 18 | 松永瑞香（怪談師）、木根緋郷（怪談師）                                         |
| 19 | 夜馬裕（怪談師・作家）、千山那々（実話怪談語り手）                             |
| 20 | チビル松村（怪談師）、川奈まり子                                               |
| 21 | 宇津呂鹿太郎（怪談作家）、宮平直樹（バンドマン・ミュージシャン）               |
| 22 | 伊山亮吉、桐生泰増（VTuber タレントマネージャー）                              |
| 23 | おてもと真悟（怪談師）、飯塚こと（青森の怪談マニア）                           |
| 24 | ハニトラ梅木（トレーダー怪談師）、木根緋郷（怪談師）                           |
| 25 | 八重光樹（会社員）、柴山斐子                                                   |
| 26 | 松永瑞香（怪談師、怪読師）、里町昌志（怪談ガタリー編集長）                     |
| 27 | 吉田悠軌（怪談研究家）、沫（自由業）                                           |

## スタッフ
- ナレーター：松元真一郎、やちたえこ
- 編成：三塚洋祐（エンタメ〜テレ）
- 宣伝：伊藤一之（エンタメ〜テレ）
- 技術：ANIKI
- カメラ：星野雄志、高村和樹
- 音声：森繁典
- MA：遠藤寛也、吉田つぐみ（メディア・リース）
- 音効：井上尚昭
- 構成：糸柳寿昭
- ディレクター：徳馬吾郎
- 演出：金丸たかふみ
- プロデューサー：中嶋由郎（エンタメ〜テレ）、制野慎太郎
- 制作協力：ABEAM
- 製作・著作：エンタメ〜テレ

## 関連商品

### DVD作品
- 怪談のシーハナ聞かせてよ。1〜5（2020年 - 、AMGエンタテインメント）